# Eastern Suburbs
El Eastern Suburbs es un club de fútbol de la ciudad de Auckland, Nueva Zelanda. Fue fundado 1934 y compite en la Premiership, primera división del país, así como en la Northern League, la máxima categoría del sistema de la Federación de Fútbol de Auckland. Es junto con el Hamilton Wanderers el único club de liga neozelandesa que disputa competiciones regionales.
Es uno de los clubes más laureados de la Copa Chatham, con seis títulos en su haber. Además, ganó la ya extinta Liga Nacional en 1971.

## Historia
Fue fundado en 1934 como resultado de una fusión entre Tamaki United, fundado en 1924 y Glen Innes, formado en 1930. Durante los años 1950 y 1960 llegó varias veces a la final de la Copa Chatham. En 1951 y 1953 la ganó, a diferencia de 1955 donde fue derrotado en el partido decisivo. Volvió a proclamarse campeón en 1965, 1968 y 1969. A su vez, en esa época ganó la Northern League en 1965 y 1966.
En 1970 la Asociación de Fútbol de Nueva Zelanda creó la Liga Nacional, y el Eastern Suburbs fue uno de los equipos fundacionales. En la primera temporada terminó primero en puntos, pero fue subcampeón al poseer peor diferencia de gol que el Blockhouse Bay. Aun así, en 1971 obtuvo el título. Se mantuvo entre las posiciones principales los años subsiguientes hasta que en 1974 terminó penúltimo, a tres puntos de la zona de descenso. Aunque llegó a la final de la Copa Chatham en 1976, donde perdió 4-0 con el Christchurch United, continúo ocupando los últimos lugares en la liga, y en 1977 no descendió únicamente por tener mejor diferencia de gol que el New Brighton y el Dunedin City, que sí perdieron la categoría. Finalmente, en 1979 terminó último y perdió su lugar en la máxima categoría neozelandesa. Nunca pudo volver a recuperar su plaza en élite del fútbol neozelandés, por lo que continúo compitiendo en el sistema de ligas de la Región de Auckland.
En 2004 la Liga Nacional fue remplazada por el Campeonato de Fútbol de Nueva Zelanda, en el que competían franquicias semiprofesionales y no clubes, como sucedía con el sistema anterior. Así, el Eastern siguió estando de lado en cuanto a la competencia nacional, aunque en 2006 alcanzó la final de la Copa Chatham, en la cual perdió por penales frente al Western Suburbs luego de empatar 0-0 en tiempo reglamentario.

### Premiership
En 2015, cuando el club consiguió el doblete al ganar tanto la Northern League como la Copa Chatham, se permitió a los clubes interesados en participar en la primera división neozelandesa presentar una candidatura, lo que sería la primera vez que este tipo de entidad sería aceptado además de las ya existentes franquicias. El objetivo era aumentar el número de competidores de ocho a diez para la temporada 2016-17. De un total de ocho interesados, el Eastern Suburbs fue junto con el Tasman United, una franquicia radicada en Nelson, los dos equipos que expandieron el torneo. Eso convirtió al Suburbs en el primer club en participar en el torneo, junto con el Hamilton Wanderers, que remplazó al WaiBOP United, una de las franquicias que ya formaban parte.

## Datos del club
Solo se incluyen sus desempeños en el Campeonato de Fútbol moderno, excluyéndose sus participaciones en la antigua Liga Nacional.
- Temporadas en la Premiership de Nueva Zelanda: 4
- Mejor puesto en la fase regular: 2.º (2018-19)
- Peor puesto en la fase regular: 5.º (2016-17)
- Mejor puesto en los playoffs: Campeón (2018-19)
- Mayor goleada conseguida:
  - En campeonatos nacionales: 6-0 vs. Southern United (2019-20)
- Mayor goleada recibida:
  - En campeonatos nacionales: 0-4 vs. Hamilton Wanderers (2016-17)

## Palmarés
- Premiership de Nueva Zelanda (1): 2018-19.
- Liga Nacional de Nueva Zelanda (1): 1971.
- Copa Chatham (6): 1951, 1953, 1965, 1968, 1969 y 2015.
- Northern League (3): 1965, 1966 y 2015.